# Bartlesville
Bartlesville is een plaats (city) in de Amerikaanse staat Oklahoma, en valt bestuurlijk gezien onder Osage County en Washington County.

## Demografie
Bij de volkstelling in 2000 werd het aantal inwoners vastgesteld op 34.748.
In 2006 is het aantal inwoners door het United States Census Bureau geschat op 34.885, een stijging van 137 (0,4%).

## Geografie
Volgens het United States Census Bureau beslaat de plaats een oppervlakte van
54,8 km², waarvan 54,7 km² land en 0,1 km² water.

## Plaatsen in de nabije omgeving
De onderstaande figuur toont nabijgelegen plaatsen in een straal van 28 km rond Bartlesville.